# Yellow Submarine (album)
1969. január 17-én (az USA-ban már 13-án) jelent meg a Beatles tizenegyedik albuma, a Yellow Submarine, az azonos című rajzfilm zenéje.
A filmmel ellentétben az albumot a Beatles legsemmitmondóbb munkájának tekintik, ezért inkább nevezhető filmzenének, mint egy igazi stúdióalbumnak.
Megjelenése idején a legtöbb dal már nem volt új. A "Yellow Submarine" 1966 augusztusában, a Revolveren jelent meg. Az "All You Need is Love" 1967-ben sláger volt és a Magical Mystery Tour amerikai kiadásán is megjelent. Az "Only a Northern Song" eredetileg a Sgt. Pepperhez készült, legnagyobb részét már 1967 februárjában felvették. Az "It's All Too Much" a Sgt. Pepper megjelenése előtt készült el, az albumra a rövidített változat került (eredetileg nyolc perces volt). Az "All Together Now" (1967. május) és a "Hey Bulldog" (1968. február) ezektől függetlenül születtek; utóbbit akkor vették fel, amikor a "Lady Madonna" promóciós filmjét forgatták.
Az album második oldalán külön a filmhez készült dalok szerepeltek, melyeket George Martin írt, és egy szimfonikus zenekar adott elő.
Úgy tervezték, hogy az albumra fog kerülni az "Across the Universe" is, de az utolsó pillanatban félretették, és csak a Let It Be-n jelent meg, 1970-ben. (Többek szerint a Beatles a Yellow Submarine-t egy ötdalos középlemez formájában akarta megjelentetni az "Across the Universe"-zel, viszont Martin szerzeményei nélkül.)
1999-ben a filmet és az albumot is újra kiadták, egy "songtrack" album kíséretében.

## Az album dalai
Minden dal Lennon-McCartney-szerzemény, kivéve, ahol jelölve van.
A 7-12. dalokat George Martin írta.
1. "Yellow Submarine" – 2:42
2. "Only a Northern Song" (George Harrison) – 3:27
3. "All Together Now" – 2:13
4. "Hey Bulldog" – 3:14
5. "It's All Too Much" (George Harrison) – 6:28
6. "All You Need is Love" – 3:52
7. "Pepperland" – 2:23
8. "Sea of Time" – 3:00
9. "Sea of Holes" – 2:20
10. "Sea of Monsters" – 3:39
11. "March of the Meanies" – 2:22
12. "Pepperland Laid Waste" – 2:15
13. "Yellow Submarine in Pepperland" (John Lennon – Paul McCartney, George Martin feldolgozása) – 2:10

## Felvételi részletek
- "Yellow Submarine". Első felvételi nap: 1966. május 26. az Abbey Road 3. stúdiójában. Írta: Paul. Ének: Ringo. Producer: George Martin. Hangmérnök: Geoff Emerick.
- "Only a Northern Song". Első felvételi nap: 1967. február 13. az Abbey Road 2. stúdiójában. Írta: George. Ének: George. Producer: George Martin. Hangmérnök: Geoff Emerick.
- "All Together Now". Első felvételi nap: 1967. május 12. az Abbey Road 2. stúdiójában. Írta: Paul. Ének: John, Paul, George. Producer: Paul. Hangmérnök: Geoff Emerick.
- "It's All Too Much". Első felvételi nap: 1967. május 25. a De Lane Lea Studiosban. Írta: George. Ének: George. Producer: George Martin. Hangmérnök: Dave Siddle.
- "All You Need is Love". Első felvételi nap: 1967. június 14. az Olympic Studiosban. Írta: John. Ének: John. Producer: George Martin. Hangmérnök: Eddie Kramer, Geoff Emerick.
- "Hey Bulldog". Első felvételi nap: 1968. február 11. az Abbey Road 3. stúdiójában. Írta: John. Ének: John, Paul. Producer: George Martin. Hangmérnök: Geoff Emerick.